# Ben-Zion Sternberg
Ben-Zion (Benno) Sternberg (26 de mayo de 1894 – 31 de mayo de 1962), fue un sionista ucraniano y signatario de la Declaración de Independencia del Estado de Israel.
Sternberg nació en Czernowitz, Bucovina, una región del Imperio Austro-Húngaro, en el seno de una familia judía local relativamente próspera. Su padre Abraham era terrateniente en la próspera comunidad judía de Bucovina.

## Antes de la Segunda Guerra Mundial
Sternberg fue un destacado sionista local desde muy joven. En 1914 dejó en suspenso sus aspiraciones nacionalistas para servir como oficial de Austria-Hungría durante la Primera Guerra Mundial. Antes y después de la guerra, Sternberg fue un miembro destacado del movimiento Hebronia, un importante movimiento sionista local. En 1920 se dirigió a 600 dignatarios rumanos visitantes (Czernowitz se convirtió en parte de la Rumania recién ampliada tras la disolución de Austria-Hungría) en idioma hebreo, lo que marcó el primer intento significativo de llamar la atención del renacimiento del idioma a una audiencia no judía.
Después del Tratado de Versalles y de que Gran Bretaña asumiera el mandato en Eretz Israel, Sternberg se afilió estrechamente al movimiento revisionista, una afiliación que mantendría por el resto de su vida política. Sternberg emergió gradualmente como una de las principales luces del movimiento revisionista-sionista. Recibió al Dr. Chaim Weizmann durante su visita a Czernowitz, quien, en una amistosa pulla, agradeció el saludo a "su estimada oposición".
En 1926 Vladimir Jabotinsky visitó Czernowitz por primera vez. Durante esta visita, él y Sternberg iniciaron su estrecha alianza política. Sternberg fue elegido presidente de la Organización Federal Revisionista de Toda Rumania, después de lo cual se convirtió en un destacado exponente del revisionismo en múltiples congresos sionistas.

## La Segunda Guerra Mundial y el establecimiento del Estado de Israel
Sternberg siguió desempeñando su destacado papel en el sionismo internacional desde Rumania hasta las persecuciones nazis de la Segunda Guerra Mundial. Al estallar la guerra, huyó de Europa con su familia a Eretz Israel. A diferencia de la mayoría de los refugiados judíos que tuvieron que ser ingresados clandestinamente al territorio, Sternberg tuvo la distinción inusual de llegar bajo protección diplomática al Mandato británico a bordo de un barco de la Marina Real Británica.
Sternberg mantuvo su destacado papel político durante la Guerra y en los años previos al nacimiento del Estado de Israel. Con la muerte de Jabotinsky en 1940, Sternberg asumió un papel cada vez más visible en la dirección del movimiento revisionista. Durante estos años desempeñó un papel central en la coordinación de esfuerzos para ayudar a los refugiados judíos que huían de los nazis a emigrar a Eretz Israel. El Libro Blanco británico de 1939 había limitado severamente la inmigración judía al Mandato, asegurando que solo 75.000 judíos obtuvieran permiso oficial para ingresar durante los años de la guerra, a pesar del genocidio que tuvo lugar en Europa. Por sus intentos de ayudar a los refugiados judíos a subvertir las autoridades de inmigración británicas, Sternberg fue encarcelado durante un mes en la cárcel de Latrun, cerca de Jerusalén.
Con la retirada del Mandato Británico, Sternberg representó al movimiento revisionista en la histórica Declaración del Establecimiento del Estado de Israel el 14 de mayo de 1948. Tras el discurso de David Ben-Gurion ante los Vaad Leumi reunidos en el entonces Museo de Arte de Tel Aviv, Sternberg fue uno de los 37 signatarios de la Declaración. Durante los primeros años de Israel, marcados por la guerra y la lucha por la supervivencia contra las agresiones del mundo árabe, Sternberg siguió sirviendo a la causa sionista como miembro del Consejo de Estado Provisional de Israel. Tras el nacimiento del nuevo Estado, Sternberg continuó sirviendo a su país como Director del Centro de Inversiones del Ministerio de Comercio. Permaneció activo en la política y el servicio civil hasta su muerte en 1962.